# Fraseria lendu
Papa-moscas-de-chapin ou papa-moscas-de-ituri (Fraseria lendu) é uma espécie de ave da família Muscicapidae.
Pode ser encontrada nos seguintes países: República Democrática do Congo, Quénia, Uganda e possivelmente em Ruanda.
Os seus habitats naturais são: regiões subtropicais ou tropicais húmidas de alta altitude.
Está ameaçada por perda de habitat.